# Lars Elgersma
Lars Elgersma (Nieuwerkerk aan den IJssel, 25 oktober 1983) is een Nederlandse oud-langebaanschaatser en coach. Hij was gespecialiseerd in de korte afstanden. Vanaf seizoen 2011/2012 kwam Elgersma uit voor het Noorse Team CBA waar hij thans assistent-coach is van Peter Mueller.

## Biografie
Lars Elgersma deed in 2003 mee aan het WK Allround voor junioren in Kushiro, hij eindigde als 6e. Op het NK afstanden van 2007 in Assen werd hij 5e op de 500m. Dankzij deze prestatie mocht hij meedoen aan de wereldbekerwedstrijden. Tijdens deze wedstrijd wist Elgersma zijn persoonlijk record op de 500 meter met bijna driekwart seconde te verbeteren.
Tijdens het NK Sprint 2008 opende hij de eerste dag sterk met een persoonlijk record op de eerste 500 én 1000 meter en wordt hij uiteindelijk verrassend derde. Dit levert hem een ticket op voor de WK Sprint. Daar scherpte hij op de tweede 1000 meter zijn persoonlijk record aan tot 1.09,22.
Door zijn prestaties op het OKT van december 2009 is Elgersma samen met ploeggenoot Ronald Mulder afgevaardigd voor het WK Sprint 2010 in Obihiro, alwaar hij als 8ste overall eindigde, en op een 1000m een zilveren medaille wist te halen.
In aanloop naar seizoen 2011/2012 verhuisde Elgersma naar Oslo om met het team van Peter Mueller mee te trainen. Op 25 februari 2012 werd bekend dat Kramer zich voor de 1500 meter terugtrok en Elgersma de plek inneemt voor de wereldbekerwedstrijden in Thialf. Hier had Elgersma kans op een ticket voor het WK Afstanden op dezelfde ijsbaan. Echter, hij maakte een buikschuiver waardoor hij zich niet plaatste voor de wereldbekerfinale. Wel wist hij net als een editie eerder het eindklassement over de 500 en 1000 meter in de Holland Cup 2011/2012 te winnen.

## Persoonlijk records
| Afstand     | Tijd     | Datum            | Baan           |
| ----------- | -------- | ---------------- | -------------- |
| 500 meter   | 35,28    | 26 januari 2008  | Hamar          |
| 1000 meter  | 1.07,87  | 13 december 2009 | Salt Lake City |
| 1500 meter  | 1.46,86  | 8 augustus 2008  | Calgary        |
| 3000 meter  | 3.54,71  | 15 oktober 2011  | Hamar          |
| 5000 meter  | 6.46,39  | 21 maart 2003    | Calgary        |
| 10000 meter | 15.17,32 | 15 januari 2006  | Groningen      |

## Resultaten
| jaar | NK Afstanden                 | NK Allround | NK Sprint | WK Sprint | Wereldbeker                 | WK Junioren |
| ---- | ---------------------------- | ----------- | --------- | --------- | --------------------------- | ----------- |
| 2003 |                              |             |           |           |                             | 6e          |
| 2004 | 13e 500m 20e 1000m 25e 1500m | NC22        | 19e       |           |                             |             |
| 2005 | 9e 500m 17e 1000m            |             | 10e       |           |                             |             |
| 2006 | 13e 500m 9e 1000m 12e 1500m  |             | 24e       |           |                             |             |
| 2007 | 5e 500m 8e 1000m 13e 1500m   |             | 9e        |           | 38e 100m 27e 500m 22e 1000m |             |
| 2008 | 9e 500m 24e 1000m 8e 1500m   |             | Brons     | 9e        | 30e 100m 22e 500m 22e 1000m |             |
| 2009 | 7e 500m 9e 1000m 10e 1500m   |             | 8e        |           |                             |             |
| 2010 | 5e 1000m                     |             |           | 8e        | 0p 500m 8e 1000m            |             |
| 2011 | 7e 500m 6e 1000m 21e 1500m   |             | 7e        |           |                             |             |

### Medaillespiegel
| Kampioenschap | Goud · | Zilver · | Brons · |
| ------------- | ------ | -------- | ------- |
| NK Sprint     | 0      | 0        | 1       |